# Ferreruela de Huerva
Ferreruela de Huerva es un municipio y localidad española de la provincia de Teruel, en la comunidad autónoma de Aragón. El término municipal, ubicado en las comarcas del Campo Romanos y del Jiloca, tiene una población de 78 habitantes (INE 2024). 

## Geografía
El término municipal tiene una superficie de 20,47 km². Es atravesado por el río Huerva. El código postal es 44490. La localidad se encuentra a unos 94 km de Teruel. Pertenece a la subcomarca del Campo Romanos,

## Historia
En el año 1248, por privilegio de Jaime I, este lugar se desliga de la dependencia de Daroca, pasando a formar parte de Sesma del Campo de Gallocanta en la Comunidad de Aldeas de Daroca, que en 1838 fue disuelta.
A mediados del siglo XIX, el lugar tenía contabilizada una población de 192 habitantes. Aparece descrito en el octavo volumen del Diccionario geográfico-estadístico-histórico de España y sus posesiones de Ultramar de Pascual Madoz de la siguiente manera:

FERRERUELA: l. con ayunt. en la prov. de Teruel (14 leg.), part. jud. de Calamocha (2), dióc., aud. terr. y c. g. de Zaragoza (13): sit. á la izq. del r. La Huerva, en terreno llano con algunos montecillos en sus alrededores, con clima templado á pesar de reinar el viento N., y las enfermedades mas comunes, los catarros, intermitentes y afecciones crónicas del hígado. Consta de 45 casas de mediana construccion, entre las cuales está la del ayunt., y otra destinada á cárcel; tiene una escuela de niños concurrida por 12 y dotada con 740 rs., é igl. parr. (La Asuncion de Ntra. Sra.), servida por un cura y un sacristan. El térm. confina al N. con Vistahermosa 1 leg.; E. Cucalon 1/2; S. Laberuela 1/2, y O. Lechon 1; en él se encuentran varios manantiales de escelentes aguas, y una buena ermita como á 500 pasos del pueblo, dedicada á San Roque, y una venta nombrada del Cuerno; le atraviesa el r. de La Huerva, el cual nace en Fonfria y lleva su curso hacia Zaragoza bañando el térm. de distintas poblaciones. El terreno es de inferior calidad, y aunque llano en varias partes, tiene no obstante diferentes montes, entre los que sobre salen los llamados Rebollar, Majuelos, Carrascal de la Cueva y Carrascal Pelado, poblados de arbustos y diferentes árboles. Los caminos dirigen á Teruel, Zaragoza, Tierra Baja y Castilla, encontrándose en buen estado. La correspondencia se recibe tres veces en la semana de la adm. de Calamocha, traida por balijero. ind.: un molino harinero. prod.: trigo, que es la principal, cebada, avena y patatas; hay algunos ganados, siendo el lanar el mas estimado, y caza de liebres, perdices y codornices en su tiempo. pobl.: 48 vec., 192 alm. cap. imp.: 24,722 rs. El presupuesto municipal asciende á 8,000 rs., y se cubren con el producto de propios, y el déficit por reparto vecinal.
(Madoz, 1847, p. 52)

Hasta la reforma de la nomenclatura municipal de 1916 el municipio se llamaba simplemente Ferreruela. En dicha fecha su nombre fue modificado por el de Ferreruela de Huerva.

## Demografía
Ferreruela de Huerva cuenta con una población de 78 habitantes (INE 2024).
| Gráfica de evolución demográfica de Ferreruela de Huerva entre 1842 y 2021 |
| |
| Población de derecho según los censos de población del INE Población de hecho según los censos de población del INEEn estos censos se denominaba Ferreruela: 1842, 1857, 1860, 1877, 1887, 1897, 1900 y 1910 |

## Economía
La abundancia de escoria de hierro indica que en la antigüedad existía una importante industria de reducción de hierro. Hasta los años 1950, dado que la principal vía de comunicación entre Zaragoza y Valencia atravesaba la localidad, florecieron negocios de hostelería, como la "Venta del Cuerno" o "La fonda de la Serafina" Durante dichos años también existieron muchos puestos de trabajo relacionados con el ferrocarril.
Actualmente es una economía basada en la agricultura de secano (trigo, cebada y otros cereales) con algunas instalaciones porcinas en funcionamiento. La construcción de la autovía mudéjar A23 por el mismo trazado que el antiguo vial de Zaragoza a Valencia, ha vuelto a dar vida al sector servicios, y ha llamado la atención de algunas empresas que han mostrado interés por asentarse en el territorio. Dentro del sector servicios cabe destacar el Área 202, justo donde estaba situada la "venta del cuerno" y la casa rural "Casa del Cura" así como el bar municipal construido en el antiguo "trinquete".

## Administración y política
| Período   | Alcalde                    | Período                          |  |
| --------- | -------------------------- | -------------------------------- |  |
| 1901-1905 | Ángel Jaime Sancho         | Restauración Borbónica           |  |
| 1906-1907 | Tomás Calvo Esteban        | Restauración Borbónica           |  |
| 1908-1909 | Ramón Jaime Sancho         | Restauración Borbónica           |  |
| 1910-1912 | Joaquín Asensio Garces     | Restauración Borbónica           |  |
| 1912-1915 | Ramón Hernández Herrera    | Restauración Borbónica           |  |
| 1916-1918 | Juan José Sánchez Garces   | Restauración Borbónica           |  |
| 1919-1920 | Damaso Herrera Sebastián   | Restauración Borbónica           |  |
| 1920-1922 | Ramón Jaime Sancho         | Restauración Borbónica           |  |
| 1923-1930 | Timoteo Gil Garces         | Dictadura de Primo de Rivera     |  |
| 1930-1931 | Justo Hernández Charles    | Dictadura de Primo de Rivera     |  |
| 1931      | Mariano Marzo              | Dictadura de Primo de Rivera     |  |
| 1931-1936 | Juan Asensio García        | Segunda República                |  |
| 1936      | Cipriano Calvo             | Dictadura de Franco              |  |
| 1937      | Jacinto Belanche Jaime     | Dictadura de Franco              |  |
| 1937-1944 | Ramón Lázaro Señalada      | Dictadura de Franco              |  |
| 1945-1954 | Pedro Marzo Blasco         | Dictadura de Franco              |  |
| 1955-1959 | Juan Orce Alegre           | Dictadura de Franco              |  |
| 1958-1961 | José Manuel Asensio Lacruz | Dictadura de Franco              |  |
| 1962-1964 | Serafín Belanche           | Dictadura de Franco              |  |
| 1965-1972 | Manuel Naval               | Dictadura de Franco              |  |
| 1973-1977 | José Manuel Asensio        | Dictadura de Franco / Transición |  |

| Período   | Alcalde                         | Partido político |  |
| --------- | ------------------------------- | ---------------- |  |
| 1978-1983 | Aniceto Belanche Polo           | UCD              |  |
| 1983-1987 | Aniceto Belanche Polo           | AP/PDP/UL        |  |
| 1987-1991 | Aniceto Belanche Polo           | AP/PDP/UL        |  |
| 1991-1995 | Octavio Gracia Villamor         | PSOE             |  |
| 1995-1999 | Claudio Cebollada Alegre        | PAR              |  |
| 1999-2003 | Claudio Cebollada Alegre        | PAR              |  |
| 2003-2007 | Mariano Marzo Hernández         | PSOE             |  |
| 2007-2011 | Mariano Marzo Hernández         | PSOE             |  |
| 2011-2014 | Emerinda Ramona Jaime Hernández | PSOE             |  |
| 2014-2015 | Ángel Blanes Polo               | PAR              |  |
| 2015-2019 | Oscar Gracia Bello              | PAR              |  |
| 2019-2023 | Oscar Gracia Bello              | PAR              |  |
| 2023-2027 | Oscar Gracia Bello              | Cs-Tú Aragón     |  |

| Partido político    | Partido político                                   | 2003   | 2007   | 2011   | 2015   | 2019   | 2023   |
| Partido político    | Partido político                                   | Ediles | Ediles | Ediles | Ediles | Ediles | Ediles |
|                     | Partido Aragonés (PAR)                             | 0      | 0      | 2      | 1      | 2      | 0      |
|                     | Partido de los Socialistas de Aragón (PSOE-Aragón) | 1      | 1      | 1      | —      | 1      | 1      |
|                     | Partido Popular de Aragón (PP)                     | 0      | 0      | 0      | —      | —      | —      |
|                     | Ciudadanos (CS)                                    | —      | —      | —      | —      | —      | 2      |
| Total de concejales | Total de concejales                                | 1      | 1      | 3      | 1      | 3      | 3      |

## Patrimonio
- Iglesia de la Asunción de Nuestra Señora,[11] barroca, año 1733.
- Ermita de San Roque.[11]

## Fiestas
San Victorian, 12 de enero,
Virgen de la Asunción y San Roque, 15 de agosto.